# Рінгсберг
Рінгсберг (нім. Ringsberg) — громада в Німеччині, розташована в землі Шлезвіг-Гольштейн. Входить до складу району Шлезвіг-Фленсбург. Складова частина об'єднання громад Лангбалліг.
Площа — 5,26 км2. Населення становить 539 ос. (станом на 31 грудня 2020).